# Naturisme anthropologique
Pour les articles homonymes, voir Naturisme (homonymie).

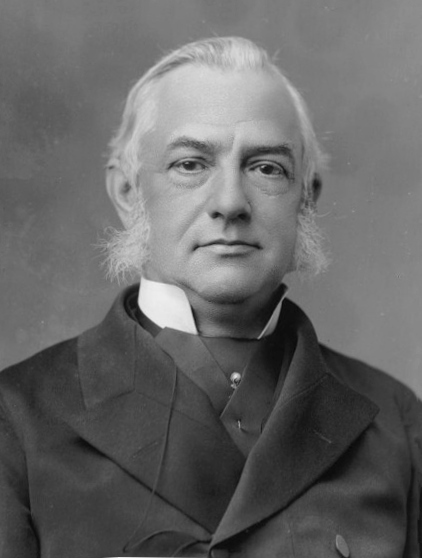
Max Müller.

Le naturalisme anthropologique, ou ethnologique, est la « doctrine selon laquelle l'adoration des forces de la nature est à l'origine des religions » [réf. souhaitée]. Selon cette théorie, la religion a son origine dans un culte primitif rendu aux objets naturels (Soleil, rochers, phénomènes météorologiques...).
Le naturisme herméneutique interprète les dieux comme des forces physiques.
Max Müller est le représentant le plus célèbre de cette théorie. On peut citer aussi Lessmann.